# Geteuma quadridentata
Geteuma quadridentata är en skalbaggsart som först beskrevs av Charles Coquerel 1851.  Geteuma quadridentata ingår i släktet Geteuma och familjen långhorningar.
Artens utbredningsområde är Madagaskar. Inga underarter finns listade i Catalogue of Life.